# فرنتس کونیا
فرنتس کونیا (مجاری: Kónya Ferenc؛ ۹ دسامبر ۱۸۹۲ – ۱۱ مارس ۱۹۷۷) بازیکن و مربی فوتبال اهل مجارستان بود.
از باشگاه‌هایی که در آن بازی کرده‌است می‌توان به باشگاه فوتبال بوداپست هونود اشاره کرد.